# 通灵之战
通灵之战（俄语：Битва экстрасенсов）是俄罗斯TNT电视频道播出的一场电视节目，模仿英国电视节目《大英超自然挑战》（Britain's Psychic Challenge）而录制，是通灵师关于超感官知觉的电视挑战节目。
类似的节目在世界各地也有，例如美国（«America's Psychic Challenge»）、以色列（Reality "Koah" - "Power"）、保加利亚（«Ясновидци»）、阿塞拜疆（«Ekstra hiss»）、乌克兰（«Битва екстрасенсiв»）、蒙古国（«Зөн билгийн тулаан»）、格鲁吉亚（"Ekstrasensta Brdzola» - ექსტრასენსთა ბრძოლა）、哈萨克斯坦（«Қыл көпір»）、澳大利亚（«The One»）、立陶宛（«Ekstrasensų mūšis»）、爱沙尼亚（«Selgeltnägijate tuleproov»）、拉脱维亚（«Ekstrasensu cīņas»）。
通灵之战第一季于2007年2月25日播出。如今已播出22季。2013年11月24日播出的第14季节目达到最高收视率33.4%，该集献给在1995年被谋杀的媒体人弗拉季斯拉夫·利斯季耶夫。